# Otto Rosensvärd
Otto Rosensvärd, till 1897 Pettersén, född den 4 september 1841 i Karlskrona, död där den 30 juni 1929, var en svensk sjömilitär. Han tillhörde den adopterade grenen av ätten Rosensvärd.
Rosensvärd blev student vid Lunds universitet 1860. Han blev sekundlöjtnant vid flottan 1864 och löjtnant 1872. Efter att ha varit befälhavare på ångfartyg 1874–1875 befordrades Rosensvärd till kapten 1881. Han var adjutant hos kommendanten vid flottans station i Karlskrona 1887–1889 och beviljade avsked med tillstånd att som kapten kvarstå i flottans reserv 1897. Rosensvärd tog introduktion på riddarhuset sistnämnda år. Han invaldes som ledamot av Örlogsmannasällskapet 1887. Rosensvärd blev riddare av Svärdsorden 1885. Han vilar på Augerums kyrkogård i Blekinge.